# Avdo Hasanbegović
Avdo Hasanbegović (1888 Gacko, Bosna a Hercegovina – 1943 Bělehrad, Srbsko), rodným jménem Abdulah, byl bosenskohercegovský politik a úředník bosňáckého původu.

## Život
V Mostaru navštěvoval vyšší gymnázium (maturoval 1909), nato studoval na právnické fakultě v Záhřebu a ve Vídni. Již v mladickém věku přilnul k radikálnímu jihoslavismu, stavícímu se proti existenci Rakouska-Uherska a horujícímu pro vznik společného státu Jihoslovanů na Balkáně. V chorvatské metropoli jistý čas redigoval Srpski vjestnik (Srbský věstník). Sám se považoval za Srba islámské víry a všemožně podporoval srbsko-muslimské sblížení. Na začátku první světové války uprchl do Ruska, kde v Oděse vstoupil do muslimské dobrovolnické čety. Ta následně bojovala na soluňské frontě.
Po návratu do vlasti roku 1918 se politicky přiklonil k radikální straně Nikoly Pašiće, která zastávala velkosrbské pojetí nového jihoslovanského státu a ostře vystupovala proti muslimům. Hasanbegović se nejprve věnoval publicistické činnosti v listu Domovina (Vlast), vydávaného v Sarajevu v letech 1920–1922 a vlastněného maďarofilem a nyní sympatizantem radikálů Šerifem Arnautovićem. Arnautović, od roku 1909 vakufský ředitel Islámského společenství v Bosně a Hercegovině, spravující rozsáhlý majetek islámských nadací, do poslaneckých voleb roku 1920 vedl Nezávislou kandidátku, na které byl i Hasanbegović. Tato politická iniciativa ovšem zcela propadla a stejně dopadlo i zmiňované periodikum.
O mnoho úspěšnější byly Hasanbegovićovy aktivity v muslimském podpůrném spolku Gajret (Úsilí), který již od roku 1909 zastával prosrbské postoje a nyní měl být nástrojem srbizace muslimské mládeže. V něm opakovaně zastával post předsedy (1923–1927 a 1929–1941). Díky jeho úsilí se sdružení po roce 1929 profilovalo výhradně jako srbská organizace, což se projevilo i ve změně názvu.
Roku 1923 Hasanbegović vstoupil do státních služeb na pozici úředníka. Vyhlášení královské diktatury roku 1929 jej zastihlo na místě velkého župana Mostarské oblasti, jednoho ze šesti správních celků v historických hranicích Bosny a Hercegoviny. Otevřená podpora novému režimu vedla k jeho společenskému vzestupu; již roku 1929 byl jmenován zástupcem bána Drinské bánoviny, nového samosprávního celku v rámci Jugoslávie. Roku 1931 v poslaneckých volbách figuroval na jednotné vládní kandidátce a získal mandát za obvod Tuzla. Následně byl jmenovnán ministrem bez portfeje ve vládě generála Petra Živkoviće (od 2. 9. 1931 do 5. 1. 1932, pak jej nahradil Hamdija Karamehmedović) a získal post místopředsedy sněmovny. Poslanecký mandát obhájil i ve volbách roku 1935, kdy kandidoval za Jugoslávskou národní stranu.
Po německé invazi a rozpadu Jugoslávie v dubnu 1941 byl zadržen a vězněn ustašovským režimem Nezávislého státu Chorvatsko, ale po intervenci Srbska a německých orgánů byl vydán do Bělehradu. V srbské metropoli zemřel v naprosté izolaci roku 1943.